# Bikoro
Bikoro è una città della provincia di Équateur nella Repubblica Democratica del Congo, sita sul Lago Tumba, a sud di Mbandaka. Si tratta del centro amministrativo del Territorio di Bikoro.
Nel 2012 aveva una popolazione stimata di 7.426 abitanti.